# Corry Italiaander
Cornelia Catharina Italiaander (Amsterdam, 24 april 1886 - Amsterdam, 14 april 1971) was een Nederlands actrice.
Corry Italiaander kwam in Parijs in aanraking met het toneel en begon in 1903 aan haar opleiding aan de Amsterdamse toneelschool. Ze debuteerde in het seizoen 1906/1907 bij de K.V.H.N.T.
In juni 1911 trouwde ze met de hotelier Frits Schiller en werkte vanaf dat moment onder de naam Corry Schiller-Italiaander. Nadat ze kinderen hadden gekregen werkte Italiaander vanaf 1920 steeds minder. In de oorlog zette ze een punt achter haar loopbaan. Haar laatste rol was die van Freule von Irving in Het tehuis voor dames van Breidahl.